# Ramón Medina Bello
Ramón Ismael Medina Bello (* 29. April 1966 in Gualeguay) ist ein ehemaliger argentinischer Fußballnationalspieler.

## Karriere

### Vereine
Medina Bello begann seine Karriere 1986 beim frisch in die Primera División zurückgekehrten argentinischen Hauptstadtclub Racing Club de Avellaneda. 1989 wechselte er zum argentinischen Rekordmeister River Plate Buenos Aires und stieg dort zum Nationalspieler auf. Mit River Plate gewann Medina Bello zwischen 1989 und 1994 dreimal die argentinische Meisterschaft, wozu der Stürmer mit insgesamt 47 Toren in 140 Spielen maßgeblich beitragen konnte. 1994 wechselte er nach Japan zu den Yokohama Marinos, mit denen er 1995 die japanische Fußballmeisterschaft feiern konnte. Nach zwei Jahren in Japan kehrte er 1996 zu River Plate zurück, fand dort aber nicht zu alter Stärke. 1997 folgte ein Wechsel innerhalb der Liga zu Atlético Talleres. Nach zwei mehr oder weniger enttäuschenden Jahren dort folgten zwei Jahre der Vereinslosigkeit für den damals 33-Jährigen. Nach zwei weiteren Engagements bei unterklassigen Vereinen beendete Medina Bello 2005 seine aktive Laufbahn.

### Nationalmannschaft
Medina Bello gab 1991 Debüt für die argentinische Nationalmannschaft. Sein erstes Tor erzielte er 1992. Er gehörte sowohl bei der Copa América 1991 als auch 1993 zum Kader Argentiniens; beide Male gewann Argentinien den Titel. Bei der WM 1994 in den USA gehörte er ebenfalls zum argentinischen Aufgebot. Bei der 0:2-Vorrundenniederlage gegen Bulgarien wurde er in der 67. Spielminute für Leonardo Rodríguez eingewechselt. Auch beim Ausscheiden Argentiniens durch die 2:3-Niederlage gegen Rumänien im Achtelfinale kam er zum Einsatz, als er in der 63. Spielminute für Roberto Sensini eingewechselt wurde. Im selben Jahr absolvierte Medina Bello sein letztes Länderspiel und wurde nach seinem Wechsel nach Japan nicht mehr berücksichtigt.

## Erfolge und Auszeichnungen
- Argentinischer Fußballmeister mit River Plate Buenos Aires: 1990, 1992, 1994, 1997, 1998
- Japanischer Fußballmeister mit den Yokohama Marinos: 1995